# T.O. Morrow
T.O. Morrow è un personaggio dei fumetti pubblicati dalla DC Comics. È un supercriminale che comparve per la prima volta in Flash n. 143 (marzo 1964), creato da John Broome e Carmine Infantino. Ci si riferisce a lui di solito come "T.O. Morrow", giocando sull'assonanza con la parola tomorrow (in lingua inglese «domani»).

## Storia editoriale
Il T.O. Morrow originale debuttò in Flash n. 143 (marzo 1964). Il T.O. Morrow moderno era un nativo della Polonia, il cui vero nome era Tomek Ovadya Morah, che comparve per la prima volta in The Flash (vol. 2) n. 19 (dicembre 1988).

## Biografia del personaggio

### Pre-Crisi
Utilizzando il suo progresso tecnologico e le sue immense abilità inventive, T.O. Morrow creò uno speciale "set televisivo" che gli permetteva di vedere nel futuro. Tuttavia, poteva vedere solo cento anni nel futuro. Poteva esaminare gli strumenti futuristici per replicarli ed utilizzarli nel tempo presente. Morrow passò molto tempo nel tentativo di migliorare la macchina del tempo che utilizzava, ma fu un insuccesso. La maggior parte dei suoi strumenti furono utilizzati per vari tipi di crimini. T.O. Morrow utilizzò un'invenzione che rubò dal futuro che gli consentiva di duplicare le altre persone. Utilizzò questo strumento per replicare i duplicati di Lanterna Verde. T.O. Morrow lo fece perché sentiva quanto fosse semplice commettere un crimine e voleva qualcosa che potesse dare sia a Lanterna Verde che a Flash una sfida. I tre duplicati di Lanterna Verde commisero tre furti diversi, tutti in luoghi diversi e tutti allo stesso momento. Furono però tutti fermati dalla super velocità di Flash. T.O. Morrow morì, apparentemente, dopo essere caduto in una larga macchina, ma di fatto, non morì e fu spedito sulla Terra-2.
Poco dopo essere stato sconfitto da Flash e Lanterna Verde, T.O. Morrow creò Red Tornado così che potesse infiltrarsi tra la Justice Society of America così che Morrow potesse rubare il 20th Century Museum. La sua televisione del futuro gli mostrò che egli non sarebbe stato in grado di battere la Justice Society a meno che non si infiltrasse nel gruppo e lo avesse reso incapace di difenderne il Museo. Red Tornado fu un successo nel fermare la JSA. Morrow tornò sulla Terra-1 e sconfisse la Justice League of America. Riuscì a sconfiggerli utilizzando le sue invenzioni e quindi mettendoli in stasi. A Red Tornado non piacque l'inganno che gli fece battere la JSA, così lo seguì su Terra-1. Red Tornado liberò la JLA ed insieme a loro catturarono Morrow. Morrow più tardi fuggì, e manipolò Red Tornado numerose volte per cercare di distruggere la JLA. Tuttavia, la JLA riuscì sempre a sopraffare Morrow e a sconfiggerlo ogni volta.
Dopo una particolare batosta da parte della JLA, Morrow fu trascinato in un'altra realtà e diviso in due persone. Uno dei due T.O. Morrow conquistò un mondo alieno e combatté Flash, Atomo, e Supergirl. Gli "altri" T.O. Morrow furono bloccati in un lasso di tempo e mutato in un essere più alto. Ora si riferiva a sé stesso come a Tomorrow - L'Uomo del Futuro. In questo stato evoluto, i suoi organi non riuscivano a stargli dietro e fallivano. Morrow, quindi, trasportò il suo cervello nel corpo di red Tornado e assunse la sua identità. Red Tornado riuscì a sconfiggere Morrow e a riassumere il controllo del suo corpo. Il corpo di Morrow cedette ed egli morì.

### Crisi sulle Terre Infinite
Durante la storia Crisi sulle terre Infinite (aprile 1985-Marzo 1986), T.O. Morrow fu chiamato dagli eroi per riparare Red Tornado in vista della Crisi. Morrow tentò di ripararlo, ma la sua fisiologia (alterata dall'intervento di Anti-Monitor) era cambiata a tal punto che Morrow riuscì a stento a ripararlo. Il corpo di Red Tornado esplose come risultato della manomissione di Morrow, Cyborg e Atomo. Durante l'esplosione, T.O. Morrow fuggì e si ritirò nel punto stabilito dai super criminali per la preparazione dei loro attacchi agli eroi.

### Post-Crisi
Il nome del T.O. Morrow moderno è Tomek Ovadya Morah, e nacque a Nasielsk, in Polonia. La prima comparsa di questa versione fu in The Flash vol. 2 n. 19. Fu mostrato ad una cena onorando la Galleria dei Nemici di Flash. Poco dopo, T.O. Morrow fu internato in un istituto a Central City. Ammise che fu con il suo viaggio mentale e utilizzo delle due invenzioni future che cominciò il suo "collasso". Morrow contattò Maxwell Lord per informarlo dell'imminente fine del mondo, ma questi si rifiutò di ascoltarlo. La volta successiva che Morrow fu visto, fu quando tentò di consegnare nell'ufficio del Dr. Hannibal Martin, un libro scritto da lui pieno di importanti date future, inclusa la data di morte di Morrow. Tuttavia, anche il Dr. Martin non gli diede retta e lo considerò solo un pazzo. Morrow influenzò di nuovo anche la League di Lord. In JLA Incarnations n. 6, fu contattato dal dittatore di Bialya e fornì la tecnologia che neutralizzò l'armatura da combattimento di Booster Gold.
T.O. Morrow non si fece più vedere per qualche tempo, finché la JLA non si fu riformata. Morrow si alleò con il Professor Ivo per creare la Donna del Domani. La piazzarono con la JLA durante il loro reclutamento al fine di infiltrasi nel gruppo e distruggerlo, ma in particolare per distruggere l'ex creazione di Morrow, Red Tornado, tuttavia lei si rifiutò di seguire la sua programmazione e combatté con la JLA. T.O. Morrow e Ivo furono entrambi catturati e portati alla prigione di Belle Reve. Ivo e lui litigarono su chi aveva svolto il lavoro migliore sulla Donna del Domani, se Ivo nel corpo o Morrow nella mente; Morrow vinse dimostrando che ella aveva scosso la sua programmazione, che la indirizzava alla distruzione della JLA, e Red Tornado, e aveva scoperto le emozioni e si stava sviluppando in un essere umano. Mentre si trovavano in prigione, Morrow cominciò ad averne abbastanza di Ivo ed il suo vantarsi della creazione di Amazo. Per indispettirlo, Morrow contattò la JLA e gli diede informazioni circa il piano di Amazo di far evadere lo scienziato pazzo dalla prigione. Tuttavia, Morrow diede loro informazioni errate («Mi dispiace, ma la prospettiva di aiutare la Justice League mi dà il mal di mare...») e Amazo riuscì ad attaccare la JLA.
Morrow riuscì a fuggire da Belle Reve e manomise grandemente la linea temporale. Ritornò all'epoca della Justice Society e alle sue invenzioni che gli permettevano di immaginare un futuro migliore in cui esistere. La JLA del 2000 andò indietro nel tempo dalla JSA del 1941 per cercare di fermare Morrow., ma arrivarono in ritardo. Morrow aveva già avviato così tante modifiche alla linea temporale che avrebbe portato il futuro al tipo di mondo che lui voleva. Quando nulla andò secondo i piani, andò indietro nel tempo e cercò di uccidere la sua stessa madre. Credette che se fosse stato cresciuto come orfano, sarebbe stato molto più forte. Jay Garrick riuscì ad intervenire e mostrò a Morrow cosa stava per fare. Morrow cambiò idea e si fece catturare dalla JLA. Ritornò in carcere e rimase da lì in poi.

### 52
Durante la serie 52 della DC Comics, fu rivelato che T.O. Morrow fu incarcerato a Haven. Infatti, non gli fu permesso di utilizzare nessun computer per la pura che potesse incitare la "prima guerra delle macchine". Un collega inventore, il Dr. Will Magnus (creatore dei Metal-Men) visitò T.O. Morrow mensilmente per discutere su una quantità di cose. Morrow, in questi incontri rivelò di aver creato un fratello di Red Tornado, di nome Red Inferno, e accennò che qualcuno stava rapendo scienziati pazzi come il Dottor Sivana, Ira Quimby, Dr. Morte, ed il Dr. Cyclops, e avvertì Magnus di stare all'erta. Alla fine riuscì a fuggire da haven, ma non prima di aver lasciato un ultimo regalo al suo studente migliore: il codice meccanico necessario per il funzionamento dei Metal-Men.
Infine, Magnus fu catturato dalla cospirazione accennata da Morrow e fu portato sulla Oolong Island. Gli fu dato il benvenuo da Morrow, circondato da bellissime ragazze e lavorante con gli scienziati rapiti. Morrow informò Magnus che egli era stato inserito nei loro sforzi di creazione di armi per l'Intergang, e successivamente sequestrò al suo studente i suoi antidepressivi, così che non avesse limiti di creatività. Dopo essere stati presi di mira da Black Adam per il suo coinvolgimento nella creazione dei Quattro Cavalieri di Apokolips, insieme ai suoi colleghi scienziati dell'Oolong Island, li aiutò a sconfiggere il loro comune nemico, per poi acquistare i pezzi del distrutto Red Tornado su un'asta in rete, sperando di avere informazioni riguardo agli eventi accaduti nello spazio.
In 52 n. 49, la JSA attaccò il laboratorio dell'Isola, e Will Magnus diede a Morrow un teleportatore che controllava uno dei robot di Sivana, che gli permise di scappare. Più tardi, in 52 n. 50, Morrow volle vedere cosa vide Red Tornado, ma fu fermato da Booster Gold e Rip Hunter subito dopo, per aiutarli in una capacità sconosciuta.

### Stato attuale
Da allora, Morrow comparve nel n. 2 della nuova miniserie Metal-Men, con il suo gruppo di robot, chiamati i "Death Metal Men". Rivelò più tardi di essere un'intelligenza che viveva in una replica androide di Morrow, mentre i Death Metal Men erano trasmutazioni atomiche dei Metal-Men. Tuttavia, il vero Morrow ebbe una parte nel fumetto, come ex insegnante di Magnus, che senza successo tentò di fargli accettare una sovvenzione per la ricerca sui robot. Tuttavia, ebbe la visita da una versione futura di Magnus, che gli diede un anello per il suo sé passato per cambiare il passato. Morrow utilizzò il suo dispositivo per il viaggio temporale per aiutare Magnus, ma poi fu rivelato che intendeva gettarlo fuori dalla linea temporale dopo aver sconfitto il mostruoso Senzanome. Tuttavia, fu sconfitto e tutto questo fu cancellato dalla storia.
Sulla copertina di Justice League of America (vol. 2) n. 13, si vede T.O. Morrow come membro della nuova incarnazione della Lega dell'ingiustizia. Come membro della Società segreta dei supercriminali di Libra, concepì un'idea sul come creare un mostro abbastanza forte da uccidere ogni membro della Justice League. Il team utilizzò quest'idea per creare il nuovo criminale Genocida. Dopo la sua creazione, tentò fortemente di distruggere la società a causa dell'alto livello di instabilità di Genocida. Dopo che le sue suppliche furono ignorate e che Wonder Woman distrusse la base della Società, il Dr Morrow si offrì di aiutare Amazo a fermare Genocida. Egli gli rivelò che era di origini polacche e che non voleva prendere parte a niente che si chiamasse genocidio.

## Poteri e abilità
T.O. Morrow è una mente criminale ed un grande genio scientifico. È il responsabile della nascita di Red Tornado, Red Inferno e dell'androide Donna del Domani insieme al Prof. Ivo. Creò anche la tecnologia che gli consentiva di vedere nel futuro.